# Zobersdorf
Zobersdorf is een plaats in de Duitse deelstaat Brandenburg en maakt deel uit van de gemeente Bad Liebenwerda in het Landkreis Elbe-Elster. Zobersdorf telt 324 inwoners (2008). Tot 1993 was het een zelfstandige gemeente.
Langs het dorp stroomt de Kleine Röder.